# …Et tout est possible!
…Et tout est possible! (en arabe : …و كل شيء ممكن!, Wa Kullu Shay’in Mumkin) est une émission télévisée de reality show algérienne d'appel à témoin, conçue par le réalisateur Saïd Oulmi en 1990 sous le titre « Solidarité » avant d'être renommée « …Et tout est possible » en 1994.
L'émission a été animée au début par Nour Eddine Bouziane, Mourad Chebine et Riadh Boufedji, son animateur emblématique pendant 12 ans. Après sa mort, plusieurs animateurs se sont succédé à sa présentation, dont Samia Annou, Naima Menhour, Maya Amrani, Maya Bacha, Leila Bouzidi et Nesrine Nachi.
À la suite du départ de Saïd Oulmi, détenteur des droits de l'émission, de sa réalisation, elle s'arrête pendant plusieurs mois avant de revenir, en 2011.
L'émission, qui est considérée comme l'un des plus grands succès de l'EPTV,, devait reprendre à la fin de l'année 2016, sur la demande de Hassane Aribi, député du Front de la Justice et du Développement.
L'émission apparaît dans l'un des épisodes de la série Djemai Family.

## Synopsis

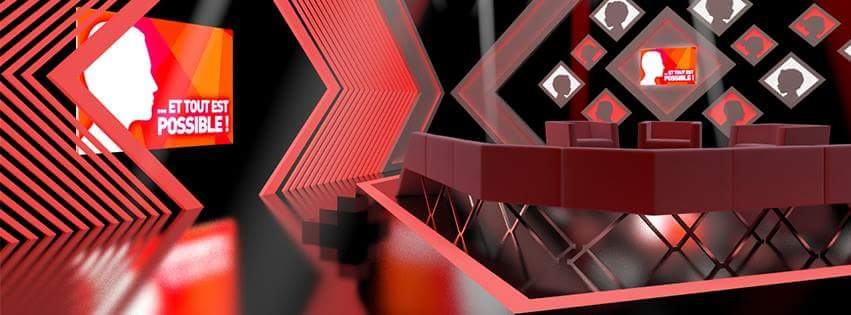
Studio de l'émission.

Souvent, un simple sourire suffit pour redonner espoir. La vie est faite de petits gestes et de petites attentions qui peuvent faire de grandes choses. …Et tout est possible! est le rendez-vous de tous ceux et toutes celles qui sont désemparés devant une épreuve de la vie, qui ont besoin d'être écoutés, protégés et de sentir qu'ils ne sont pas seuls face à leurs difficultés. …Et tout est possible!, talk show de société qui se veut un espace de tranches de vie où se racontent des histoires vraies, humaines, souvent étonnantes. Un espace où se dévoilent les secrets, se font les confidences, se brisent les silences, se remémorent les souvenirs, se réconcilient les âmes et les esprits, et s'honorent les actes de bravoure.

## Contenu
…Et tout est possible! raconte des parcours dans une succession de rubriques :
- Que sont-ils devenus ? : Dans cette rubrique, l'émission part sur les traces des invités qui ont marqué les téléspectateurs avec leurs histoires pour voir ce qu'ils sont devenus.
- Secret brisé : Rubrique dans laquelle les participants dévoilent des secrets personnels qu'ils n'ont jamais pu dire avant.
- Où es-tu ? : Rubrique ayant pour but de réunir des personnes ou des familles séparées par le temps et la cause.
- Pardon : Avec cette rubrique, l'émission essaye de jouer le rôle d'un médiateur en offrant un espace de dialogue à ceux qui n'arrivent pas à s'expliquer.
- Hommage : Une rubrique dédiée aux hommages, ayant pour but d'encourager et reconnaître les actes de citoyenneté et de bravoure.

## Objectifs (2016)
…Et tout est possible! avait normalement pour objectif :
- Valoriser la parole, l'écoute et renforcer le dialogue ;
- Favoriser les échanges et la médiation pour retisser le lien familial et œuvrer à apaiser les querelles ;
- Préserver et consolider la cohésion sociale ;
- Véhiculer des valeurs nobles et ancestrales telles que le pardon, l'entraide, l'amour d'autrui et le partage ;
- Contribuer à retrouver la confiance en soi et la force de se regarder en face ;
- Donner la parole à ceux et à celles qui ont besoin de soulager leur conscience.